# (2105) Gudy
(2105) Gudy est un astéroïde de la ceinture principale.

## Description
(2105) Gudy est un astéroïde de la ceinture principale. Il fut découvert le 29 février 1976 à La Silla par Hans-Emil Schuster. Il présente une orbite caractérisée par un demi-grand axe de 2,39 UA, une excentricité de 0,15 et une inclinaison de 29,3° par rapport à l'écliptique.

## Compléments